# Głowacki
Głowacki je priimek več znanih ljudi:
- Arkadiusz Głowacki, poljski nogometaš
- Janusz Głowacki, poljski pisatelj
- Kazimierz Głowacki, poljski admiral
- Julij Głowacki, poljski  naravoslovec
- Tadeusz Głowacki, poljski general